# Roodstuitboomgors
De roodstuitboomgors (Microspingus lateralis synoniem: Poospiza lateralis) is een zangvogel uit de familie Thraupidae (tangaren).

## Verspreiding en leefgebied
Deze soort is endemisch in zuidoostelijk Brazilië, met name van zuidwestelijk Minas Gerais en Espírito Santo tot noordelijk São Paulo.